# 최윤정 (가수)
최윤정(1983년 ~ )은 대한민국의 가수다. 2021년 싱글 [버리러 가는 길]로 데뷔했다.

## 방송
- 촌스러운 사랑 노래 주인찾기 프로젝트 (2020)

## 음반
- 버리러 가는 길 (2021)